# Rahim Gul
Pour les articles homonymes, voir Gul.
Rahim Gul (en ourdou : رحيم گل), né en 1951 à Rawalpindi et mort le 13 octobre 2017 à Peshawar, est un joueur professionnel de squash représentant le Pakistan.
C'est le frère de Fahim Gul and Jamshed Gul et le cousin de Mir Zaman Gul, également joueurs de squash.

## Biographie
Rahim est le fils d'Aziz Gul Khan et le frère de Jamshed Gul Khan, ancien entraîneur de squash au Pakistan. Son père Aziz figurait parmi les trois premiers au classement national et avait joué aux côtés de la légende Hashim Khan. Il avait préparé ses trois fils, Rahim, Fahim et Jamshed, à servir le squash pakistanais.
Rahim Gul qui atteint le top 20 pendant sa carrière est le premier de la légendaire famille Gul à diriger la génération des meilleurs joueurs de squash. Rahim a non seulement travaillé avec ses frères (Jamshed Gul top 14 et Fahim Gul top 10) mais aussi sur son cousin Mir Zaman Gul, qui atteint la 6e place mondiale.
La carrière d'entraîneur de Rahim Gul commence au milieu des années 1970, lorsqu'il est nommé entraîneur national de Singapour. Il forme de nombreux joueurs talentueux comme Peter Hill et Zainal Abidin. Pendant son mandat, il aide Singapour à se hisser parmi les meilleures nations de squash. Après le mandat de Singapour, Rahim Gul est nommé entraîneur national de la Malaisie et c'est lui qui jette les bases des générations malaisiennes de joueurs de squash de haut niveau. Il a également été entraîneur national de squash au Qatar, en Jordanie, en Thaïlande, puis au Pakistan. Il a aidé de nombreux joueurs pakistanais à atteindre les sommets des classements mondiaux. Il a non seulement joué un rôle déterminant dans le squash masculin, mais il a également été l'un des pionniers du lancement du squash féminin au Pakistan et Maria Toorpakai est l'un des talents qu'il a découverts et promus. Il a été le premier à lancer des épisodes de coaching de squash à la télévision, qui ont été diffusés sur la télévision nationale pakistanaise.
Il meurt le 13 octobre 2017 de complications liées au diabète.